# Luterbach
Ne doit pas être confondu avec Lutter, Luttenbach-près-Munster ou Lutterbach.
Luterbach est une commune suisse du canton de Soleure, située dans le district de Wasseramt.

Vue aérienne (1970)